# Le Courrier des Ardennes

Le Courrier des Ardennes est un « journal conservateur et catholique » français publié à Charleville de 1831 (ou 1838 selon les sources) à 1921,,.
Il a porté les titres suivants au cours de son histoire, selon la Bibliothèque nationale de France :
- Le Sanglier des Ardennes (1831-1833) ;
- Le Courrier des Ardennes (1833-1834) ;
- Le Courier : journal politique des Ardennes (1835-1849) ;
- Le Courrier des Ardennes : journal politique du département (1849-1921).

Le journal n'est pas paru entre le 30 décembre 1870 et le 2 février 1871 puis entre le 15 juillet 1914 et le 2 avril 1919. En 1848, parait 3 fois par semaine, le Mardi, le Jeudi et le Samedi,.
Son successeur en 1921 est Le Télégramme du Nord-Est et Courrier des Ardennes, dont la numérotation reprend à zéro.